# Ooneides amela
Ooneides amela is een eenoogkreeftjessoort uit de familie van de Notodelphyidae. De wetenschappelijke naam van de soort is voor het eerst geldig gepubliceerd in 1915 door Chatton & Brément.